# ブータンの軍事
ブータンの軍事（ブータンのぐんじ）は、ブータンの軍事力についての解説。

## 軍事組織
ブータン王国軍（ブータンおうこくぐん）は、ブータン王国陸軍、ブータン国王親衛隊、ブータン王国警察と民兵によって構成される。内陸国であるため海軍は存在せず、空軍もまた保有していない。
インド＝ブータン友好条約により、インドがブータンに対する兵器の供給、軍事訓練、防空の責務を負っている。

## 資源
- 入隊年齢：18歳
- 徴兵制度：徴兵は行われていないが、20歳から25歳までの男性は、3年以上の軍事訓練の義務がある[1][2]。
- 動員対象人数（15歳以上49歳以下）[1][3]
  - 男性：202,407
  - 女性：180,349
- 適応人数
  - 男性：157,664
  - 女性：144,861
- 15歳人口
  - 男性：7363
  - 女性：7095
- 国防費：GDPの1%[4]

## 防空
ブータンはインド空軍東部航空軍団に航空戦力を依存している。インドはブータンの航空戦力創設のため、訓練及び兵器の贈与を行っている。2003年には、オペレーション・オール・クリアーに参加した陸軍の負傷兵をインド空軍が救出し、インドに搬送している。